# Robin Brooke
Pour les articles homonymes, voir Brooke.
Pas d'image ? Cliquez ici

a Compétitions nationales et continentales officielles uniquement.

b Matchs officiels uniquement.
Dernière mise à jour le 4 janvier 2018.
Robin Matthew Brooke, né le 10 décembre 1966 à Warkworth, est un ancien joueur de rugby à XV néo-zélandais qui a joué 62 fois avec les All-Blacks de 1992 à 1999. Il jouait au poste de deuxième ligne (1,97 m et 109 kg).

## Biographie
Il est le plus jeune des trois frères Brooke qui ont joué avec le club d'Auckland et les Māori de Nouvelle-Zélande. Ses frères aînés sont Martin et notamment Zinzan qui a joué avec lui avec les Blacks.
Il a reçu sa première cape en juin 1992 à l’occasion d’un match contre l'équipe d'Irlande. Son dernier test match fut contre l'équipe de France en octobre 1999, il s’agissait d’une demi-finale (perdue) de la Coupe du monde de rugby 1999.
Brooke a disputé la Coupe du monde de rugby 1995 avec son frère Zinzan (défaite en finale).
Il a fait partie de l’équipe des Blacks qui réussit pour la première fois à battre les Springboks en Afrique du Sud (3 victoires et 1 défaite).
Avec les Blues, il a remporté deux fois le Super 12 en 1996 et 1997.

## Palmarès

### En club
- Vainqueur du Super 12 en 1996 et 1997
- 65 matchs de Super 12 avec les Blues

### En équipe nationale
- Finaliste de la Coupe du monde de 1995
- Quatrième de la Coupe du monde de 1999
- Vainqueur du Tri-nations en 1996, 1997 et 1999
- Nombre de tests avec les Blacks : 62
- Nombre total de match avec les Blacks : 69
- Tests par saison : 9 en 1992, 5 en 1993, 2 en 1994, 11 en 1995, 10 en 1996, 13 en 1997, 7 en 1998, 12 en 1999

## Statistiques

### En équipe nationale
De 1992 à 1999, Robin Brooke compte 62 sélections avec les All-Blacks, inscrivant 20 points. Avec les Kiwis, il dispute deux Coupe du monde en 1995 et 1999. Il participe à quatre éditions du Tri-nations en 1996, 1997, 1998 et  1999.